# Ah! Che avventura!
Ah! Che avventura! è un cortometraggio muto italiano del 1913 diretto da Eleuterio Rodolfi.

## Trama
La tragica avventura di un paio di scarpe troppo strette e del conto salato del calzolaio che le ha realizzate.

## Produzione
Il film fu prodotto dalla Società Anonima Ambrosio.